# 新春ペガサスカップ
新春ペガサスカップ（しんしゅんペガサスカップ）は、愛知県競馬組合が施行する地方競馬の重賞競走（格付けはSPII）である。正式名称は「スポーツ報知賞 新春ペガサスカップ」。

## 概要
1999年にサラブレッド系4歳（現3歳）の東海（笠松・愛知）所属馬限定の重賞競走「ペガサスカップ」として創設。格付けはSPII（スーパープレステージツー）。名古屋の明け4歳（現3歳）のチャンピオン決定戦として位置付けられている。2001年からはSPI（スーパープレステージワン）に格上げされ、この年から名称が現在の「新春ペガサスカップ」に変更された。
2002年のみ北陸・東海・近畿地区交流競走として1月中旬に施行され、更に中央競馬のNHKマイルカップのステップ競走の北陸・東海・近畿地区のブロック代表馬として優勝馬はニュージーランドトロフィーの競走に出走可能となり、更にこの競走で上位3着までに入賞するとNHKマイルカップへ出走可能となった。2003年からはNHKマイルカップへのステップ競走は園田競馬場で行われる競走「園田ユースカップ」に引き継がれる形となった。
2005年から日刊スポーツ新聞社から優勝杯の提供を受け名称が「日刊スポーツ賞 新春ペガサスカップ」に変更された。2009年に日刊スポーツ新聞社が優勝杯の提供から撤退し、名称が「新春ペガサスカップ」に戻された。2013年は伊勢新聞社から優勝杯の提供を受け、「伊勢新聞社賞 新春ペガサスカップ」に変更された。2014年から現名称となっている。
2023年からは名古屋競馬場の移転に伴い、ダート1700mへ距離が変更された。

### 条件・賞金（2025年）
出走条件
サラブレッド系3歳、東海所属（他地区からの転入馬は東海転入後1走以上）
負担重量
別定。56kg（牝馬2kg減）
賞金額
1着700万円、2着245万円、3着140万円、4着105万円、5着70万円、着外7万円。
副賞
スポーツ報知賞、愛知県競馬組合管理者賞、開催執務委員長賞。

## 歴史
- 1999年 - 中京競馬場のダート1000mのサラブレッド系4歳（現3歳）の東海所属馬限定の馬齢重量の重賞（SPII）競走「ペガサスカップ」として創設。
- 2001年
  - 馬齢表示の国際基準への変更に伴い、出走条件を「サラブレッド系4歳の東海所属馬」から「サラブレッド系3歳の東海所属馬」に変更。
  - SPIに格上げ。
  - 名称を現在の「新春ペガサスカップ」に変更。
- 2002年
  - 施行場を名古屋競馬場のダート1600mに変更。
  - 当年のみ、北陸・東海・近畿地区交流競走として1月中旬に施行。
  - 当年のみ、NHKマイルカップへのステップ競走に指定され、1着馬のみ、NHKマイルカップトライアルへの出走権が付与される様になる。
- 2003年 - 施行距離をダート1400mに変更。
- 2004年 - 愛知の角田輝也が調教師として史上初の連覇。
- 2005年 - 日刊スポーツ新聞社から優勝杯の提供を受け、名称を「日刊スポーツ賞 新春ペガサスカップ」に変更。
- 2007年 - 施行距離をダート1600mに戻す。
- 2009年 - 日刊スポーツ新聞社が優勝杯の提供から撤退し、名称を「新春ペガサスカップ」に戻す。
- 2010年 - 負担重量を「馬齢重量」から「定量」に変更。
- 2013年 - 伊勢新聞社から優勝杯の提供を受け、名称を「伊勢新聞社賞 新春ペガサスカップ」に変更。
- 2014年 - 名称を「スポーツ報知賞 新春ペガサスカップ」に変更。
- 2023年 - 名古屋競馬場の移転に伴い、施行距離をダート1700mに変更。
- 2026年 - 格付けをSPIIに変更[4]。

### 歴代優勝馬
馬齢は2000年以前についても現表記を用いる。
コース種別を記載していない距離は、ダートコースを表す。
| 回数   | 施行日        | 競馬場 | 距離  | 優勝馬             | 性齢 | 所属 | タイム | 優勝騎手 | 管理調教師 | 馬主                   |
| ------ | ------------- | ------ | ----- | ------------------ | ---- | ---- | ------ | -------- | ---------- | ---------------------- |
| 第1回  | 1999年1月1日  | 中京   | 1000m | マルブンシルバー   | 牝3  | 愛知 | 1:01.2 | 戸部尚実 | 山田彦助   | 髙村吉昭               |
| 第2回  | 2000年1月1日  | 中京   | 1000m | リンリンスキー     | 牝3  | 愛知 | 1:00.6 | 倉地学   | 角田輝也   | 後藤繁樹               |
| 第3回  | 2001年1月1日  | 中京   | 1000m | ミスダイアン       | 牝3  | 愛知 | 1:01.8 | 吉田稔   | 藤ヶ崎一男 | （株）ジェイルハウス   |
| 第4回  | 2002年1月16日 | 名古屋 | 1600m | アイムクイーン     | 牝3  | 笠松 | 1:43.5 | 川原正一 | 伊藤勝好   | 永田捷子               |
| 第5回  | 2003年1月1日  | 名古屋 | 1400m | チアズファルコン   | 牡3  | 愛知 | 1:30.2 | 倉地学   | 角田輝也   | 北村キヨ子             |
| 第6回  | 2004年1月2日  | 名古屋 | 1400m | セトノシェーバー   | 牡3  | 愛知 | 1:28.9 | 安部幸夫 | 角田輝也   | 難波澄子               |
| 第7回  | 2005年1月3日  | 名古屋 | 1400m | キミガヨオー       | 牡3  | 愛知 | 1:30.2 | 宇都英樹 | 斉藤弘光   | 市野長嗣               |
| 第8回  | 2006年1月3日  | 名古屋 | 1400m | ゴールドハートラン | 牝3  | 愛知 | 1:29.3 | 福重正吾 | 荒木市雄   | 吉山藤雄               |
| 第9回  | 2007年1月2日  | 名古屋 | 1600m | ニシキコンコルド   | 牡3  | 愛知 | 1:44.8 | 大畑雅章 | 錦見勇夫   | （有）大勇             |
| 第10回 | 2008年1月2日  | 名古屋 | 1600m | サチコゴージャス   | 牝3  | 愛知 | 1:46.4 | 丸野勝虎 | 今津勝之   | 大西和子               |
| 第11回 | 2009年1月2日  | 名古屋 | 1600m | ダイナマイトボディ | 牝3  | 愛知 | 1:45.5 | 倉地学   | 角田輝也   | （有）畠山牧場         |
| 第12回 | 2010年1月2日  | 名古屋 | 1600m | パラダイスラビータ | 牡3  | 愛知 | 1:44.8 | 戸部尚実 | 新山廣道   | 太田美津子             |
| 第13回 | 2011年1月2日  | 名古屋 | 1600m | サカジロタイヨー   | 牡3  | 愛知 | 1:46.2 | 岡部誠   | 川西毅     | 竹内三年               |
| 第14回 | 2012年1月6日  | 名古屋 | 1600m | マザーフェアリー   | 牝3  | 愛知 | 1:44.9 | 柿原翔   | 藤ヶ崎一男 | 大友晃                 |
| 第15回 | 2013年1月14日 | 名古屋 | 1600m | ウォータープライド | 牝3  | 愛知 | 1:42.3 | 兒島真二 | 塚田隆男   | 山岡良一               |
| 第16回 | 2014年1月17日 | 名古屋 | 1600m | リーダーズボード   | 牡3  | 愛知 | 1:43.1 | 戸部尚実 | 川西毅     | 尾崎智大               |
| 第17回 | 2015年1月14日 | 名古屋 | 1600m | ブラックスキャット | 牝3  | 愛知 | 1:44.2 | 岡部誠   | 原口次夫   | 藤居正樹               |
| 第18回 | 2016年3月17日 | 名古屋 | 1600m | カツゲキキトキト   | 牡3  | 愛知 | 1:44:7 | 木之前葵 | 錦見勇夫   | 野々垣正義             |
| 第19回 | 2017年1月17日 | 名古屋 | 1600m | クインザドリーム   | 牝3  | 愛知 | 1:46.1 | 戸部尚実 | 迫田清美   | 伊藤將                 |
| 第20回 | 2018年1月16日 | 名古屋 | 1600m | サムライドライブ   | 牝3  | 愛知 | 1:43.4 | 丸野勝虎 | 角田輝也   | （株）グリーンファーム |
| 第21回 | 2019年1月16日 | 名古屋 | 1600m | アンタエウス       | 牡3  | 愛知 | 1:44.8 | 山田祥雄 | 川西毅     | 石井輝昭               |
| 第22回 | 2020年1月1日  | 名古屋 | 1600m | エムエスオープン   | 牝3  | 愛知 | 1:45.6 | 丸野勝虎 | 竹下直人   | 森哲                   |
| 第23回 | 2021年1月1日  | 名古屋 | 1600m | ブンブンマル       | 牡3  | 愛知 | 1:46.4 | 戸部尚実 | 川西毅     | 尾崎智大               |
| 第24回 | 2022年1月18日 | 名古屋 | 1600m | レイジーウォリアー | 牝3  | 愛知 | 1:44.3 | 今井貴大 | 塚田隆男   | 橋元勇氣               |
| 第25回 | 2023年1月17日 | 名古屋 | 1700m | リストン           | 牡3  | 愛知 | 1:50.2 | 阪野学   | 荒巻透     | 和田博美               |
| 第26回 | 2024年1月16日 | 名古屋 | 1700m | ミトノユニヴァース | 牡3  | 愛知 | 1:48.9 | 岡部誠   | 角田輝也   | 竹内三年               |
| 第27回 | 2025年1月16日 | 名古屋 | 1700m | カワテンマックス   | 牡3  | 愛知 | 1:50.4 | 丸野勝虎 | 角田輝也   | 川口勝功               |